# Notranjski trikotnik
Das Fauna-Flora-Habitat-Gebiet Notranjski trikotnik liegt auf dem Gebiet der Städte Logatec, Postojna und Cerknica im Süden Sloweniens. Das etwa 152 km² große Schutzgebiet befindet sich in einer Karstlandschaft im nördlichen Abschnitt des Dinarischen Gebirges. Es zeichnet sich durch einen besonders ausgeprägten Karstformenschatz sowie durch die artenreichste Höhlenfauna Sloweniens aus. Das Landschaftsbild wird von Poljen bestimmt, die von geschlossenen Waldbeständen umgeben sind.
Das FFH-Gebiet Notranjski trikotnik überschneidet sich mit den Vogelschutzgebieten Cerkniško jezero, Snežnik-Pivka und Planinsko polje. Es grenzt im Norden an die FFH-Gebiete Trnovski gozd-Nanos und Krimsko hribovje-Menišija und im Westen an das FFH-Gebiet Nanoščica. Im Süden grenzt das FFH-Gebiet Javorniki-Snežnik und im Osten das FFH-Gebiet Kočevsko an.

## Schutzzweck

### Lebensraumtypen
Folgende Lebensraumtypen nach Anhang I der FFH-Richtlinie sind für das Gebiet gemeldet:
| EU Code | * | Lebensraumtyp (offizielle Bezeichnung)                                                                          | Fläche |
| ------- | - | --- | ------ |
| 3140    |   | Oligo- bis mesotrophe kalkhaltige Gewässer mit benthischer Vegetation aus Armleuchteralgen                      | 76     |
| 3150    |   | Natürliche eutrophe Seen mit einer Vegetation des Magnopotamions oder Hydrocharitions                           | 106,3  |
| 3180    |   | Temporär wasserführende Karstseen (Turloughs)                                                                   | 2749,8 |
| 3260    |   | Flüsse der planaren bis montanen Stufe mit Vegetation des Ranunculion fluitantis und des Callitricho-Batrachion | 38,4   |
| 3270    |   | Flüsse mit Schlammbänken mit Vegetation des Chenopodion rubri p.p. und des Bidention p.p.                       | 52,7   |
| 6410    |   | Pfeifengraswiesen auf kalkreichem Boden, torfigen und tonig-schluffigen Böden (Molinion caeruleae)              | 564,5  |
| 6430    |   | Feuchte Hochstaudenfluren der planaren und montanen bis alpinen Stufe                                           | 3914,4 |
| 6510    |   | Magere Flachland-Mähwiesen (Alopecurus pratensis, Sanguisorba officinalis)                                      | 490    |
| 7150    |   | Torfmoor-Schlenken (Rhynchosporion)                                                                             | 71,9   |
| 7230    |   | Kalkreiche Niedermoore                                                                                          | 71,9   |
| 8310    |   | Nicht touristisch erschlossene Höhlen                                                                           |        |
| 91K0    |   | Illyrische Rotbuchenwälder (Aremonio-Fagion)                                                                    | 5788,2 |
| 91L0    |   | Illyrische Eichen-Hainbuchenwälder (Erythronio-Carpinion)                                                       | 0,1    |

### Arteninventar
Folgende Arten von gemeinschaftlichem Interesse kommen im Gebiet vor:
| Bild                               | EU Code | * | Art                                | wissenschaftlicher Name     | Artengruppe    |
| ---------------------------------- | ------- | - | ---------------------------------- | --------------------------- | -------------- |
| Zierliche Tellerschnecke           | 4056    |   | Zierliche Tellerschnecke           | Anisus vorticulus           | Schnecken      |
| Steinkrebs                         | 1093    | * | Steinkrebs                         | Austropotamobius torrentium | Krebse         |
| Mopsfledermaus                     | 1324    |   | Mopsfledermaus                     | Barbastella barbastellus    | Säugetiere     |
| Gelbbauchunke                      | 1193    |   | Gelbbauchunke                      | Bombina variegata           | Amphibien      |
| Spanische Flagge                   | 1078    | * | Spanische Flagge                   | Callimorpha quadripunctaria | Schmetterlinge |
| Wolf                               | 1352    | * | Wolf                               | Canis lupus                 | Säugetiere     |
| Firnisglänzendes Sichelmoos        | 1381    |   | Firnisglänzendes Sichelmoos        | Drepanocladus vernicosus    | Moose          |
| Sumpf-Siegwurz                     | 4096    |   | Sumpf-Siegwurz                     | Gladiolus palustris         | Pflanzen       |
|                                    | 4019    |   |                                    | Leptodirus hochenwarti      | Käfer          |
| Fischotter                         | 1355    |   | Fischotter                         | Lutra lutra                 | Säugetiere     |
| Eurasischer Luchs                  | 1361    |   | Eurasischer Luchs                  | Lynx lynx                   | Säugetiere     |
| Heller Wiesenknopf-Ameisenbläuling | 1059    |   | Heller Wiesenknopf-Ameisenbläuling | Maculinea teleius           | Schmetterlinge |
| Langflügelfledermaus               | 1310    |   | Langflügelfledermaus               | Miniopterus schreibersii    | Säugetiere     |
| Trauerbock                         | 1089    |   | Trauerbock                         | Morimus funereus            | Käfer          |
| Bechsteinfledermaus                | 1323    |   | Bechsteinfledermaus                | Myotis bechsteinii          | Säugetiere     |
|                                    | 1316    |   | Langfußfledermaus                  | Myotis capaccinii           | Säugetiere     |
| Wimperfledermaus                   | 1321    |   | Wimperfledermaus                   | Myotis emarginatus          | Säugetiere     |
| Großes Mausohr                     | 1324    |   | Großes Mausohr                     | Myotis myotis               | Säugetiere     |
| Grottenolm                         | 1186    | * | Grottenolm                         | Proteus anguinus            | Amphibien      |
|                                    | 1303    |   | Kleine Hufeisennase                | Rhinolophus hipposideros    | Säugetiere     |
| Amethyst-Blaustern                 | 4101    |   | Amethyst-Blaustern                 | Scilla litardierei          | Pflanzen       |
| Alpen-Kammmolch                    | 1167    |   | Alpen-Kammmolch                    | Triturus carnifex           | Amphibien      |
| Braunbär                           | 1354    | * | Braunbär                           | Ursus arctos                | Säugetiere     |
| Schmale Windelschnecke             | 1014    |   | Schmale Windelschnecke             | Vertigo angustior           | Schnecken      |